# Dum-Dum Bullets
Dum-Dum Bullets es el décimo álbum de estudio de la banda británica de rock gótico The Mission, publicado en 2010 por el sello SPV Records a través de su filial Oblivion. Las canciones fueron grabadas durante las sesiones del disco God Is a Bullet de 2007 pero que no fueron incluidos, además contiene algunos temas que fueron lanzados previamente como lado B del sencillo «Blush» también del 2007.
También incluye los temas «It Don't Matter Anymore Anyhow» y «Refugee» que fueron lanzados en el EP Keep it in the Family.

## Lista de canciones
| N.º | Título                                   | Duración |  |
| 1.  | «It Don't Matter Anymore Anyhow»         | 4:28     |  |
| 2.  | «Refugee»                                | 3:54     |  |
| 3.  | «Room 22»                                | 7:06     |  |
| 4.  | «Chelsea Blue» (lado B de «Blush»)       | 4:46     |  |
| 5.  | «Acoustic Blush» (lado B de «Blush»)     | 3:38     |  |
| 6.  | «Thine» (lado B de «Blush»)              | 3:14     |  |
| 7.  | «So Many Things»                         | 3:46     |  |
| 8.  | «Still Deep Waters» (instrumental)       | 3:13     |  |
| 9.  | «Katya's Lullaby»                        | 3:41     |  |
| 10. | «Aquarius & Gemini» (a capela)           | 3:40     |  |
| 11. | «The Earth You Walk Upon»                | 2:55     |  |
| 12. | «Stranger in a Foreigner Land»           | 3:54     |  |
| 13. | «Blush Remodel» (pista extra de «Blush») | 5:20     |  |
| 14. | «Dumb» (Dambusters 617 Squadron Mix)     | 7:35     |  |

## Músicos
- Wayne Hussey: voz
- Mark Thwaite: guitarra eléctrica
- Richard Vernon: bajo
- Steve Spring: batería